# Oliver Dyma

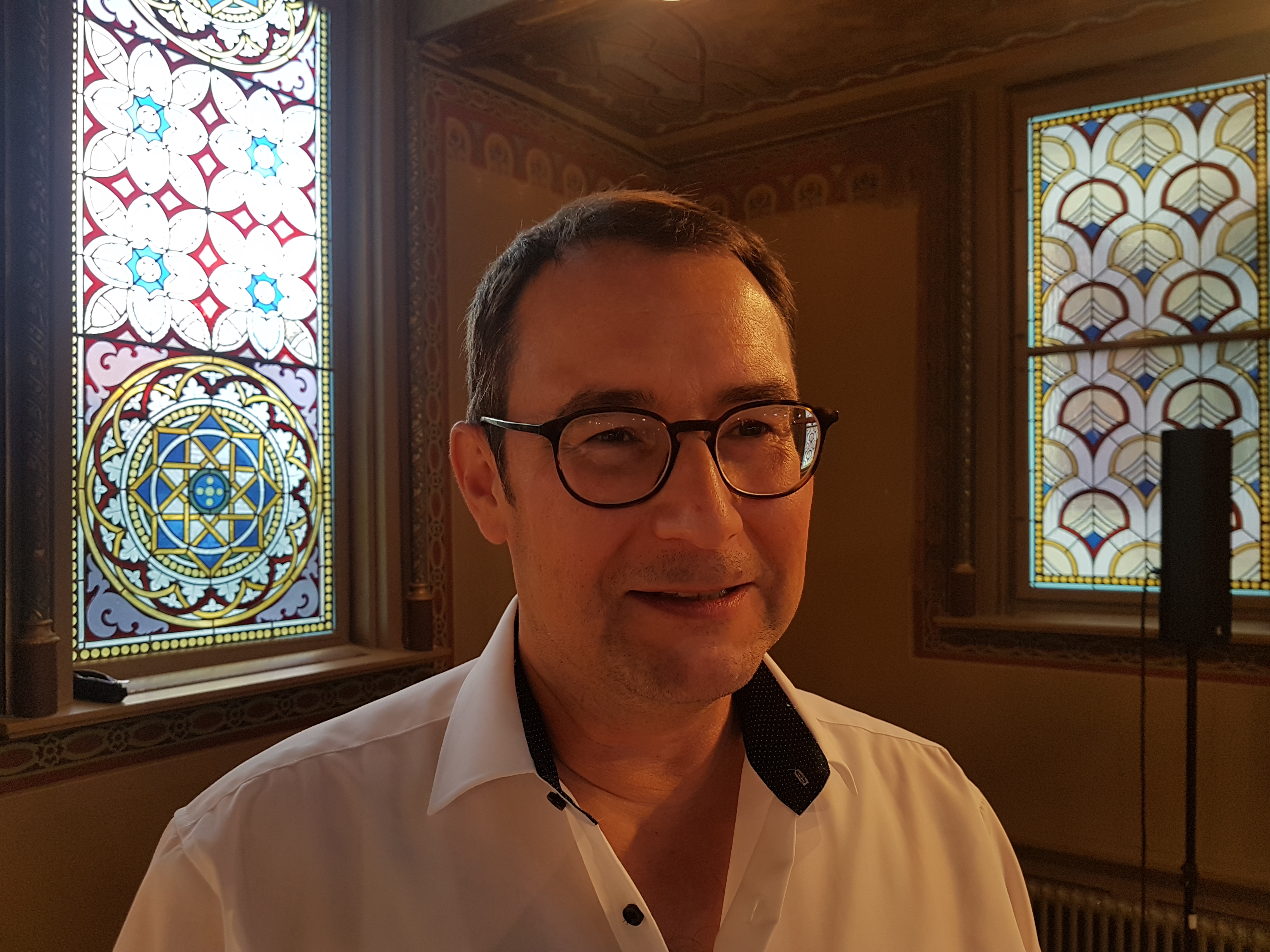
Oliver Dyma 2024

Oliver Dyma (* 1972 in Wien) ist ein deutscher römisch-katholischer Theologe und Dekan der Katholisch-Theologischen Fakultät der Universität Münster.

## Leben
Oliver Dyma studierte römisch-katholische Theologie an der Eberhard Karls Universität Tübingen und verbrachte einen Studienaufenthalt in Jerusalem. Von 2000 bis 2015 war er wissenschaftlicher Angestellter am Lehrstuhl für Altes Testament in Tübingen. 2008 wurde er dort mit der Dissertation „Die Wallfahrt zum Zweiten Tempel“ zum Dr. theol. promoviert, danach begann er sein Habilitationsprojekt. Von 2010 bis 2017 war Dyma Dozent für Hebräisch und Griechisch im Ambrosianum Tübingen. 2013 habilitierte er sich mit der Schrift „Das Sacharjabuch und seine Rezeptionen“ im Fach Altes Testament.  Nach einer Vertretung der Professur für Biblische Theologie am Institut für Katholische Theologie der  Technischen Universität Dresden war Dyma von 2015 bis 2022 Professor für Biblische Theologie am Campus Benediktbeuern der Katholischen Stiftungshochschule München. Seit 2022 ist er Professor für die Exegese des Alten Testaments am Institut für Biblische Exegese und Theologie der Universität Münster. Einen Ruf auf den Lehrstuhl für Altes Testament an der Theologischen Fakultät der Universität Freiburg (Schweiz) hat Dyma abgelehnt. Er ist in Münster Mitglied des Fakultätsrates sowie Dekan für Lehre und Studienangelegenheiten.

## Auszeichnung
- 2008 Dr. Leopold-Lucas-Preis für „eine herausragende Dissertation“[4]

## Schriften (Auswahl)
- Die Wallfahrt zum Zweiten Tempel. Untersuchungen zur Entwicklung der Wallfahrtsfeste in vorhasmonäischer Zeit. Mohr Siebeck, Tübingen 2009
- Artikel „Ehe (AT)“. Das wissenschaftliche Bibellexikon im Internet, 2010
- Artikel „Völkerwallfahrt/Völkerkampf“. Das wissenschaftliche Bibellexikon im Internet, 2013
- Das Sacharjabuch und seine Rezeptionen. De Gruyter, Berlin 2021
- Über das Alte Testament hinaus. Festschrift für Herbert Niehr, hrsg. von Dagmar Kühn, Oliver Dyma und Susanne Maier. Zaphon, Münster 2023